# 洲本市立図書館
洲本市立図書館（すもとしりつとしょかん）は、兵庫県洲本市にある公立図書館である。開館は1916年（大正5年）で兵庫県において2番目に古い歴史をもち、2006年以降は洲本図書館と五色図書館の2館を運営する。
明治時代に建設された近代化産業遺産の煉瓦建築をリノベーションした現・洲本図書館について評価の声は高く、日本図書館協会建築賞など建築関係の賞を数多く受賞している。また当図書館の開館により洲本市の人口一人当たり蔵書冊数は兵庫県の都市で第1位となった。

## 洲本図書館
洲本市新都心ゾーンの洲本市民広場にある洲本図書館は、近代日本における有数の紡績工場であり洲本の近代化を象徴する旧鐘紡洲本工場の赤レンガ建築群の保存と再生のために、20世紀末から21世紀初頭にかけてリノベーションされた施設の一つである。図書館のある第二工場は、横河工務所の設計、竹中工務店の施工により1909年（明治42年）に竣工した赤レンガ建築で、経済産業省の近代化産業遺産に認定されている。

### 洲本図書館の歴史
- 1916年（大正5年） - 御大典記念事業として、洲本町大浜公園内に「津名郡立図書館」が開設される。
- 1923年（大正12年） - 郡制廃止により、洲本町に移管される。
- 1926年（大正15年） - 洲本町公会堂内に移転。
- 1940年（昭和15年） - 市制施行により「洲本市立図書館」となる。
- 1949年（昭和24年） - 旧洲本町役場跡に移転。
- 1957年（昭和32年） - 山下町元洲本診療院跡に移転。
- 1966年（昭和41年） - 元洲本市公会堂内に移転。
- 1998年（平成10年）5月 - 洲本市立図書館（現洲本市立洲本図書館）竣工、9月開館。
- 2006年（平成18年）2月 - 洲本市・五色町合併により「洲本市立洲本図書館」となる。

### 洲本図書館の施設概要

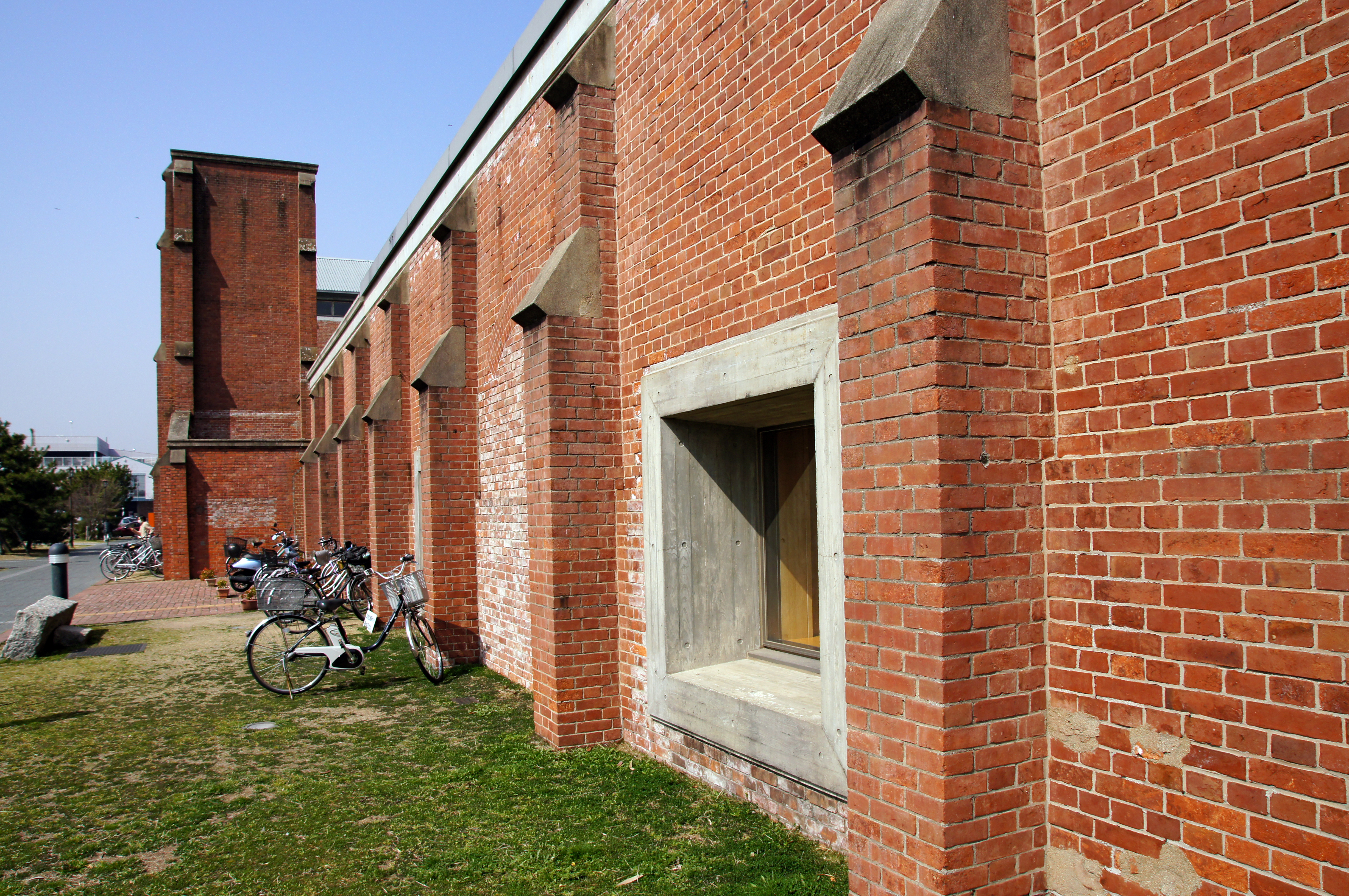
洲本図書館

- 蔵書数 - 2013年3月現在：240,000冊（開架120,000冊、閉架120,000冊）、AV資料4000点
- 座席数 - 226席
- 施設 - 一般開架、児童室、お話の部屋、対面朗読室、インターネットコーナー、郷土資料コーナー、AV・雑誌・新聞ブランジングコーナー、身障者用駐車場、中庭2箇所
- 増築設計 - 佐田祐一
- 敷地面積 - 5,056平方メートル
- 建築面積 - 2,453平方メートル
- 延床面積 - 3,191平方メートル
- 受賞 - 2000年兵庫県「人間サイズのまちづくり賞建築部門」、第16回日本図書館協会建築賞、 日本建築学会2001年建築選奨、2000年度BELCA賞

### 洲本図書館の立地
アクセス
- 神戸舞子バスストップから高速バス「洲本バスセンター」行きで約50分、終点下車、徒歩3分
- 徳島駅から高速バス「洲本バスセンター」行きで75分、終点下車、徒歩3分
- 洲本港 徒歩5分

周辺
- 洲本市民広場 - 洲本アルチザンスクエア、洲本市立図書館、淡路ごちそう館御食国、旧鐘紡洲本工場原綿倉庫
- 洲本健康福祉館（徒歩1分）
- 兵庫県立淡路医療センター（徒歩3分）
- 大浜海岸（徒歩3分）

## 五色図書館
1946年に開設された。現在の建物は2002年に竣工した鮎原公民館を併設した複合施設「えるる五色」で、五色の瓦をイメージした外観の現代建築である。

### 五色図書館の歴史
- 1948年（昭和23年） - 鮎原村、広石村などに設置された公民館に図書コーナーが設けられる。
- 1977年（昭和52年） - 五色町民センター内が竣工し五色町中央公民館が開設され、五色中央公民館図書室が設置される。
- 2002年（平成14年）3月 - 現施設竣工。 7月、開館。
- 2006年（平成18年）2月 - 洲本市・五色町合併により「洲本市立五色図書館」となる。

### 五色図書館の施設概要
- 蔵書数 - 2013年3月現在：100,000冊（開架50,000冊、閉架50,000冊）
- 施設 - 一般書コーナー、児童書コーナー、お話の部屋、ブラウジングコーナー、インターネットコーナー、閲覧スペース、視聴ブース、駐車場54台
- 設計 - 東畑建築事務所
- 敷地面積 - 7,635平方メートル
- 建築面積 - 1,724平方メートル
- 延床面積 - 1,751平方メートル

## 施設利用・サービス
- 開館時間 - 10時～18時（洲本図書館は7・8月は10時～19時）
- 休館日 - 月曜日（月曜日が祝日の場合は、次の平日）、館内整理日、年末年始、特別整理期間